# Финляндия на «Евровидении-1991»
Финляндия принимала участие в тридцать шестом выпуске телевизионного конкурса Евровидение-1991, который состоялся 4 мая в телестудии RAI в Риме, Италия. Страну представляла певица Кайя Кяркинен с рок-песней Hullu yö («Одна ночь»), написанной Иле Каллио и Юккой Вялимаа. По итогам голосования она финишировала на двадцатом месте из 22, набрав только 6 очков. Тем не менее, Hullu yö стала предшественницей финской заявки на Евровидение-1992 Yamma, yamma в исполнении Паве Майянена. Конкурс был показан YLE на канале YLE TV1 с комментариями Эркки Похъянхеймо и транслировался на радио Radiomafia с комментариями Кая Ристолы. Глашатаем от Финляндии была Хейди Кокки.

## Предыстория
К моменту своего участия на конкурсе 1991 года Финляндия участвовала на Евровидение 29 раз, начиная с 1961 года. Самым лучшим результатом страны стало шестое место в 1973 году с песней Tom tom tom в исполнении Марион Рунг. Финляндия также шесть раз занимала последнее место: в 1963, 1965, 1968, 1980, 1982 и 1990 годах. Причём трижды с нулём баллов: в 1963, 1965 и 1982 годах.
Начиная с 1961 года финская телекомпания Yleisraadio (YLE) отвечает за организацию выбора заявки на Евровидение и трансляцию конкурса. YLE каждый год использовала формат национального финала с участием нескольких артистов и песен. Данная процедура была применена и в 1991 году.

## До «Евровидения»

### Euroviisut 1991
Национальный финал под названием Euroviisut 1991 состоялся 2 марта на концертной площадке Тифон Холл в Турку. Ведущей была Кэти Бергман. Десять песен в исполнении девяти артистов (Арья Корисева пела дважды) были представлены, а победитель определялся голосами членов экспертной группы, состоящей из 11 человек. Среди конкурсантов были бывшие представители Финляндии на Евровидение: Рики Сорса (1981) и Кирка (1984).
| Порядковый номер | Исполнитель                        | Название песни     | Автор(ы)                                   | Очки | Место |
| ---------------- | ---------------------------------- | ------------------ | ------------------------------------------ | ---- | ----- |
| 1                | Рики Сорса                         | Viimeinen tie      | Ханс Сьёблом                               | 91   | 3     |
| 2                | Анна Хански                        | Elämän haitari     | Илпо Мутроярви, Юкка Алиханка              | 36   | 9     |
| 3                | Мерви Хильтунен и Джейк Вутилайнен | Kauneimmat lauseet | Джейк Вутилайнен, Гектор                   | 30   | 10    |
| 4                | Арья Корисева                      | Enkelin silmin     | Матти Пууртинен, Туркка Мали               | 67   | 5     |
| 5                | Самули Эдельманн                   | Peggy              | Ярмо Никку, Гектор                         | 95   | 2     |
| 6                | Кайя Кяркинен                      | Hullu yö           | Иле Каллио, Юкка Вялимаа                   | 109  | 1     |
| 7                | Clifters                           | I Love You         | Йири Никкинен, Яаана Ринне                 | 51   | 7     |
| 8                | Нина Моберг                        | Kuinka voisinkaan  | Йокке Сеппяля, Гектор                      | 64   | 6     |
| 9                | Кирка                              | Taivas ja maa      | Кису Йернстрём, Кассу Халонен, Векси Салми | 88   | 4     |
| 10               | Арья Корисева                      | Molto presto       | Юкка Вуолле                                | 49   | 8     |

## На «Евровидении»
В Риме Кайя выступала под номером 16, между Израилем и Германией. Вдохновлённая рок-музыкой, композиция Hullu yö не была встречена национальными жюри с воодушевлением. В конце голосования Финляндия заняла двадцатое место из 22, набрав только 6 очков. 12 очков финское жюри присудило стране-хозяйке конкурса, Италии. Олли Ахвенлахти был дирижёром во время исполнения финской заявки.

### Голосование
| Очки      | Страна              |
| --------- | ------------------- |
| 12 баллов |                     |
| 10 баллов |                     |
| 8 баллов  |                     |
| 7 баллов  |                     |
| 6 баллов  |                     |
| 5 баллов  |                     |
| 4 балла   | - Ирландия          |
| 3 балла   |                     |
| 2 балла   |                     |
| 1 балл    | - Греция - Исландия |

| Очки      | Страна     |
| --------- | ---------- |
| 12 баллов | Италия     |
| 10 баллов | Франция    |
| 8 баллов  | Швеция     |
| 7 баллов  | Португалия |
| 6 баллов  | Израиль    |
| 5 баллов  | Швейцария  |
| 4 балла   | Испания    |
| 3 балла   | Бельгия    |
| 2 балла   | Ирландия   |
| 1 балл    | Греция     |